# Орабаз II

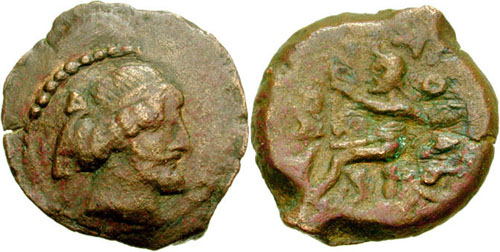
Монета с портретом Орабаза II

Орабаз II — царь Харакены, вассального государства парфян, правивший приблизительно с 150/151 по 165 год. Его предшественником был Мередат, а преемником — Абинерга II.
Написание имени правителя варьируется на отчеканенных в эпоху его правления монетах, надписи на которых частично повреждены. На монетах Орабаза II впервые появляются надписи на арамейском языке. До нашего времени сохранились только лишь две монеты, которые несут разборчивые даты (даты между 151/2 и 155/6 или 156/7 годом.). Царь изображен по эллинистической модели, но просматривается парфянское влияние.